# خانه آزادی
خانهٔ آزادی یک ارگان مستقر در آمریکا با بودجهٔ دولت فدرال آمریکا یک سازمان مردم‌نهاد (به اختصار «سمن» یا NGO) است که در زمینهٔ پژوهش و پشتیبانی از دمکراسی، آزادی‌های سیاسی و حقوق بشر فعالیت می‌کند. خانه آزادی در ۳۱ اکتبر ۱۹۴۱ در واشینگتن، دی.سی. بنیان گذاشته شد و وندل ویلکی و النور روزولت به عنوان نخستین رؤسای افتخاری آن خدمت کردند. این سازمان خود را بازگوکنندهٔ ندای راستین دمکراسی و آزادی در سراسر جهان معرفی کرده‌است. هرچند منتقدان گفته‌اند این سازمان به سوی منافع ایالات متحده گرایش دارد؛ در سال ۲۰۰۶ بودجهٔ آن با کمک ۶۶ درصدی دولتی تأمین شد. رقمی که در سال ۲۰۱۶ به ۸۶٪ افزایش یافت. این وابستگی بودجه به ایالات متحده در «خانهٔ آزادی» مشکل شناخته شده‌ای است. اما به عنوان فساد ضروری پذیرفته شده‌است.

## بیانیهٔ مأموریت

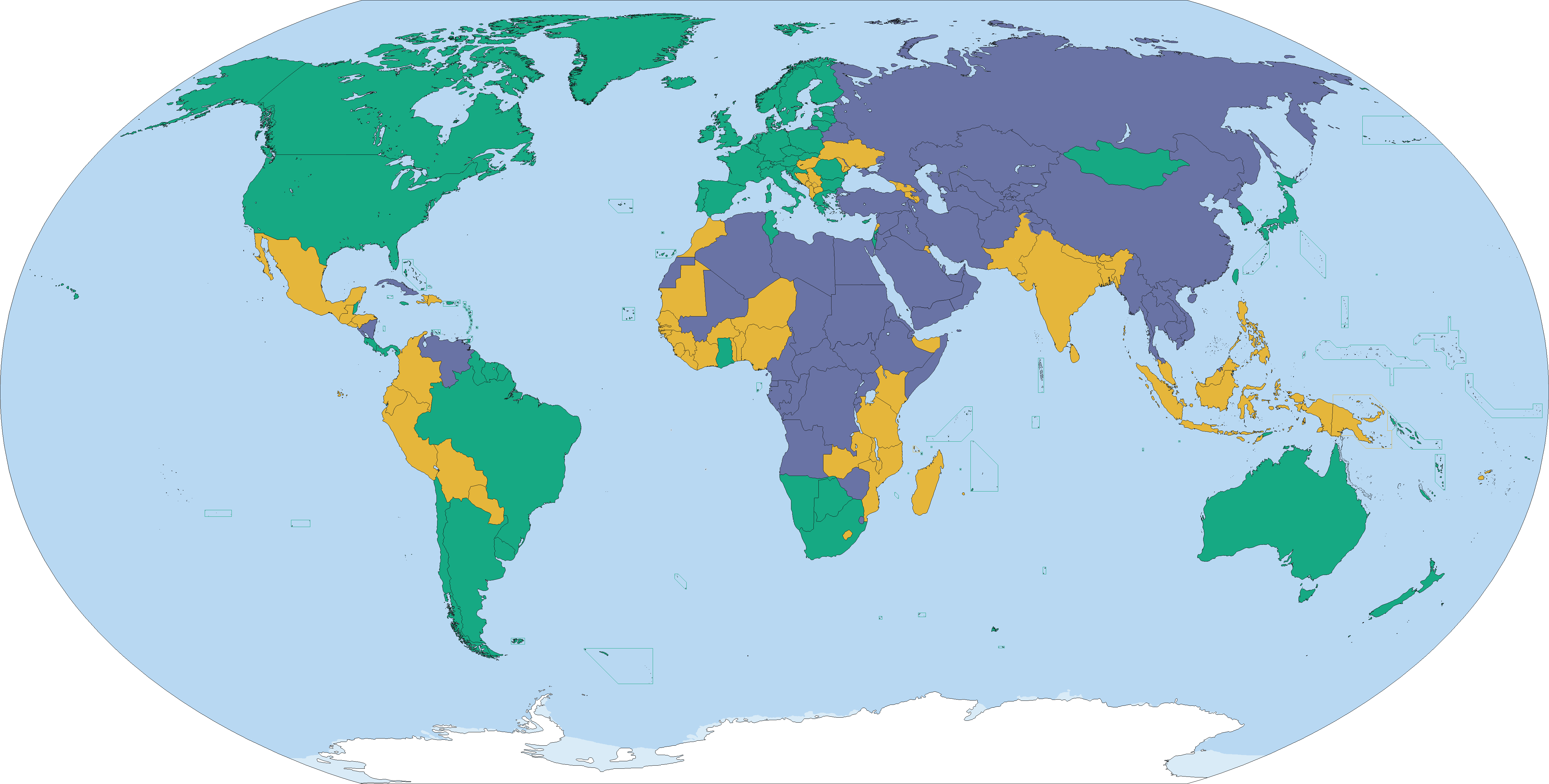
دسته‌بندی سال ۲۰۲۱ بر پایه گزارش‌های سال ۲۰۲۰.
آزاد
تاحدودی آزاد
غیر آزاد

بیانیهٔ مأموریت که از جانب خانهٔ آزادی اظهار شده‌است:
- خانهٔ آزادی یک مؤسسهٔ مستقل است که توسعهٔ دموکراسی در سرتاسر جهان را بررسی می‌کند. آزادی در ساختارهایی ممکن می‌شود که در آنها سیستم سیاسی دمکراتیک وجود داشته باشد تا دولت در برابر مردم پاسخگو باشد و قوانین مستولی شدن، آزادی بیان، آزادی انجمن‌ها، آزادی اعتقادات و باورها و احترام به قوانین اقلیت‌ها و زنان ضمانت شود.
- آزادی در نهایت با استمرار مبارزات زنان و مردان دلیر تحقق می‌یابد. ما رفتار غیر پرخاشگرانه و دمکراتیک در جوامعی که آزادی به صورتی آشکارا نقض می‌شود را پشتیبانی کرده، در مقام مخالفت با چنین قدرت‌هایی و فشار وارد کردن و به چالش کشیدن چنین دولت‌هایی استوار خواهیم بود تا آن زمان که آزادی در سرتاسر جهان برقرارشود.
- خانه آزادی همچنین بر این امر اصرار می‌ورزد که «تشکیلات گوناگون ما الزام متحد شدن و رهبر قرار دادن آمریکا در تلاش‌های بین‌المللی در امر حقوق بشر و آزادی را الزامی می‌دارد».

## تاریخچه

آزادی مطبوعات در سال ۲۰۱۵
غیر آزاد
تاحدودی آزاد
آزاد
بدون داده

خانه آزادی توسط وندل ویلکی، النور روزولت، جورج فیلد، دروتی تامسون، هربرت بایارد و دیگران در سال ۱۹۴۱ بنیان گذاشته شد. فلسفهٔ وجودی این سازمان در مقابله با تهدیدات آلمان نازی و آدولف هیتلر در آن زمان بود. اما مأموریت امروزی این سازمان که مدعی آن است گسترش دمکراسی و آزادی در سراسر جهان و مبارزه با دیکتاتوری‌های آمریکای مرکزی، شیلی، آپارتاید در آفریقای جنوبی، فرونشاندن جنبش پاراگوئه، جنگ شوروی در افغانستان، نسل‌کشی در بوسنی و رواندا، نقض وحشیانهٔ حقوق بشر در کوبا، برمه، چین و عراق است.
این سازمان از مدافعان حقوق بشر، معتقدان دینی، اتحادیه‌های کارگری، روزنامه‌نگاران و طرفداران تجارت آزاد پشتیبانی می‌کند. اموری که این سازمان در دهه ۱۹۴۰ آنها را پشتیبانی می‌کرد شامل طرح مارشال (نوسازی اروپا پس از جنگ جهانی دوم) و تأسیس ناتو می‌شد. در دهه‌های ۱۹۶۰ تا ۱۹۷۰ این سازمان از جنبش حقوق مدنی آمریکا پشتیبانی می‌کرد. همچنین در همان زمان بود که از آندری ساخاروف (منتقد وضع شوروی) و نهضت همبستگی لهستان پشتیبانی کرد. در سال ۱۹۷۹ این سازمان چگونگی انتخابات رودزیا (زیمبابوه کنونی) را منعکس کرد که منجر به نتایج خوبی برای آنها شد. ولی در انتخابات سال ۱۹۸۰ در زیمبابوه، موگابه از طریق نفوذ بریتانیا به قدرت رسید.
کارهای اخیر این مؤسسه بیشتر در رابطه با پشتیبانی از قوانین شهروندی در انقلابهای صربستان، اوکراین و قرقیزستان بوده‌اند. این سازمان در اردن با تبعیض جنسی علیه زنان مبارزه کرده‌است. در الجزایر با جستجوی عدالت به قربانیان شکنجه کمک کرده‌است، در ازبکستان با نقض وحشیانهٔ حقوق بشر و… به مبارزه برخاسته است.

## آزادی اینترنت
خانه آزادی در رتبه‌بندی خود سه عامل موانع دسترسی، محدودیت‌های محتوایی، و نقض حقوق کاربران را در نظر می‌گیرد.
گزارش سال ۲۰۲۲ خانه آزادی می‌گوید ایران پس از چین (بدترین) و میانمار، پایین‌ترین آزادی اینترنت را دارد. همچنین روسیه، میانمار، سودان و لیبی شدیدترین افت آزادی را داشته‌اند و برای دوازدهمین سال پی‌درپی، وضعیت آزادی اینترنت در جهان کرده است. پس از اعتراضات ۱۴۰۱ ایران وضعیت آزادی اینترنت در ایران به‌شدت افت کرده است.

## گزارش‌ها

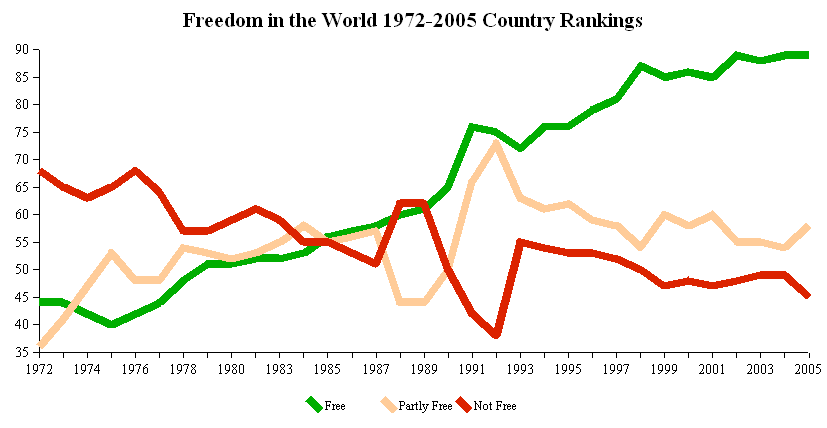
سیر دمکراسی کشورها تا سال ۲۰۰۵ - ایران بر خط قرمز قرار دارد

از سال ۱۹۷۲ خانهٔ آزادی سالیانه گزارش‌هایی را منتشر می‌کند که میزان آزادی و رعایت دمکراسی در سرتاسر جهان و کشورهایی که آزادی و دمکراسی را در منکر می‌شوند نشان می‌دهد. این معیار، گستره‌ای از یک تا هفت را شامل می‌شود که عدد یک نشان‌دهندهٔ بسیار آزاد و عدد هفت، نشان از کمترین آزادی در آن منطقه یا کشور را دارد. این گزارش‌ها علاوه بر کاربردهای معمول آن که به عنوان نوعی شاخص آزادی هستند برای امور پژوهشی نیز کابرد دارد.
برای نمونه در گزارش سال ۲۰۰۳ کانادا شمارهٔ یک را به خود اختصاص داد که به خاطر قوانین متمدنانه رعایت حقوق شهروندی و همچنین قوانین سیاسی که این کشور بود. نیجریه شمارهٔ پنج و چهار را دریافت کرد که این کشور را در گروه «نسبتاً آزاد» به‌شمار آوردند. همچنین کره شمالی عددهای هفت و هفت را گرفت که این کشور را در گروه کشورهای غیر آزاد قرار داد. مشارکت‌کنندگان در فرایند بررسی و رتبه‌بندی کشورها مشتمل بر بیش از ۲۴ محقق و بررسی‌گر هستند که نزدیک به دوازده نفر این افراد از بزرگان دانشگاهی می‌باشند. نزدیک به هشت نفر، هسته مرکزی تحقیق در نیویورک در کنار شانزده مشاور بیرون از سازمان را تشکیل می‌دهند که اخبار و گزارش‌های داخلی کشورهای مختلف، بررسی‌های دانشگاهی، سازمان‌های غیردولتی، و اندیشکده‌ها را گرداوری کرده و برای بررسی، طبقه‌بندی می‌کنند. گروه کشورهای در حال بررسی نیز به شش گروه تقسیم می‌شوند که شامل:
- قاره آسیا و اقیانوسیه
- اروپای مرکزی و اروپای شرقی و کشورهای شوروی سابق
- آمریکای لاتین و دریای کارائیب
- خاور میانه و آفریقای شمالی
- کشورهای زیر مجموعه صحرا در آفریقا
- اروپای غربی

روش‌های بررسی این سازمان به صورت دوره‌ای نیز توسط کمیتهٔ تجدید نظر بررسی و در آنها بازنگری می‌شود.